# Білоцерківська сільська рада (Бобровицький район)
Білоцеркі́вська сільська́ ра́да — адміністративно-територіальна одиниця та орган місцевого самоврядування в Бобровицькому районі Чернігівської області. Адміністративний центр — село Білоцерківці.

## Загальні відомості
- Населення ради: 490 осіб (станом на 2001 рік)

## Населені пункти
Сільській раді були підпорядковані населені пункти:
- с. Білоцерківці

## Склад ради
Рада складалася з 12 депутатів та голови.
- Голова ради: Лук'яненко Тамара Миколавївна
- Секретар ради: Сергієнко Тамара Михайлівна

### Керівний склад попередніх скликань
| Прізвище, ім'я, по батькові     | Основні відомості                                                                     | Дата обрання | Дата звільнення |
| ------------------------------- | ------------------------------------------------------------------------------------- | ------------ | --------------- |
| Лук'яненко Світлана Анатоліївна | Сільський голова, 1959 року народження, член Народної партії                          | 26.03.2006   | 31.10.2010      |
| Лук'яненко Тамара Миколаївна    | Сільський голова, 1974 року народження, член Всеукраїнського об'єднання «Батьківщина» | 02.08.2009   | 31.10.2010      |
| Лук'яненко Тамара Миколавївна   | Сільський голова, 1974 року народження, освіта середня спеціальна, позапартійна       | 31.10.2010   |                 |

Примітка: таблиця складена за даними сайту Верховної Ради України

### Депутати
За результатами місцевих виборів 2010 року депутатами ради стали:

#### За суб'єктами висування
| Суб'єкт висування | Кількість обраних депутатів | %    |
| ----------------- | --------------------------- | ---- |
| Самовисування     | 7                           | 58,3 |
| Партія регіонів   | 5                           | 41,7 |

#### За округами
| № округу        | Прізвище, ім'я, по батькові       | Дата визнання обраним | Освіта | Партійна приналежність | Відомості про обраного депутата                         |
| --------------- | --------------------------------- | --------------------- | ------ | ---------------------- | ------------------------------------------------------- |
| Партія регіонів |                                   |                       |        |                        |                                                         |
| 2               | Вовк Наталія Миколаївна           | 05.11.2010            | вища   | позапартійна           | Білоцерківська загальноосвітня школа І-ІІ ст., вчитель  |
| 5               | Бабієнко Ольга Володимирівна      | 05.11.2010            | вища   | позапартійна           | Білоцерківська загальноосвітня школа І-ІІ ст., вчитель  |
| 9               | Горбачевський Микола Миколайович  | 05.11.2010            | вища   | позапартійний          | Білоцерківська загальноосвітня школа І-ІІ ст., опалювач |
| 10              | Журибеда Микола Михайлович        | 05.11.2010            | вища   | член Партії регіонів   | ПП «Агро прогрес», завскладом                           |
| 12              | Журибеда Микола Іванович          | 05.11.2010            | вища   | позапартійний          | ТОВ «Земля і воля», охоронець                           |
| Самовисування   |                                   |                       |        |                        |                                                         |
| 1               | Попелянський Сергій Володимирович | 05.11.2010            | вища   | позапартійний          | ПП «Агро прогрес», механізатор                          |
| 3               | Корнійченко Анатолій Михайлович   | 05.11.2010            | вища   | позапартійний          | ПП «Агро прогрес», механізатор                          |
| 4               | Лук'яненко Станіслав Вікторович   | 05.11.2010            | вища   | позапартійний          | ПП «Агро прогрес», водій                                |
| 6               | Ярешко Микола Сергійович          | 05.11.2010            | вища   | позапартійний          | ПП «Агро прогрес», водій                                |
| 7               | Сергієнко Тамара Михайлівна       | 05.11.2010            | вища   | позапартійна           | Білоцерківська сільська рада, секретар                  |
| 8               | Лук'яненко Наталія Леонідівна     | 05.11.2010            | вища   | позапартійна           | пенсіонер                                               |
| 11              | Кияшко Світлана Вячеславівна      | 05.11.2010            | вища   | позапартійна           | Білоцерківська сільська рада, головний бухгалтер        |